# Grammy Award for bedste rockalbum
Grammy for bedste rockalbum (Best Rock Album) er en amerikansk pris der uddeles af Recording Academy for årets bedste rock-album. Prisen gives til kunstner(e), producer(e) og tekniker(e). Prisen har været uddelt siden 1995.

## Vindere
- 2010: Green Day for 21st Century Breakdown
- 2008: Foo Fighters og Gil Norton (producer) for Echoes, Silence, Patience & Grace
- 2007: Red Hot Chili Peppers for Stadium Arcadium
- 2006: U2 for How To Dismantle An Atomic Bomb
- 2005: Green Day for American Idiot
- 2004: Jim Scott (teknik), Dave Grohl, Taylor Hawkins, Nate Mendel, Chris Shiflett, Nick Raskulinecz (producer) & Foo Fighters for One by One
- 2003: Nick Didia (teknik), Brendan O'Brien (teknik & producer) & Bruce Springsteen for The Rising
- 2002: Richard Rainey (engineer), Brian Eno, Daniel Lanois (producer) & U2 for All That You Can't Leave Behind
- 2001: Adam Kasper (teknik & producer) & Foo Fighters (producer & kunstner) for There Is Nothing Left to Lose
- 2000: Steve Fontano (teknik), Clive Davis (producer) & Santana for Supernatural

- 1999: Tchad Blake, Trina Shoemaker (teknik) & Sheryl Crow (producer & kunstner) for The Globe Sessions
- 1998: John Fogerty (producer & kunstner) for Blue Moon Swamp
- 1997: Sheryl Crow (producer & kunstner) for Sheryl Crow
- 1996: Glen Ballard (producer) & Alanis Morissette for Jagged Little Pill
- 1995: The Rolling Stones for Voodoo Lounge